# 루스드라
루스드라(고대 그리스어: Λύστρα 뤼스트라[*])는 아나톨리아 중부에 있던 도시로, 현재는 튀르키예의 일부이다. 신약성경에 여섯 번 언급된다. 루스드라는 사도 바울로가 바르나바 또는 실라 (성경 인물)와 함께 여러 번 방문했다. 바울로가 젊은 제자인 디모테오를 만난 장소이기도 하다. 리카오니아, 이사우리아, 또는 갈라티아에 포함된 장소로 추정되었다.

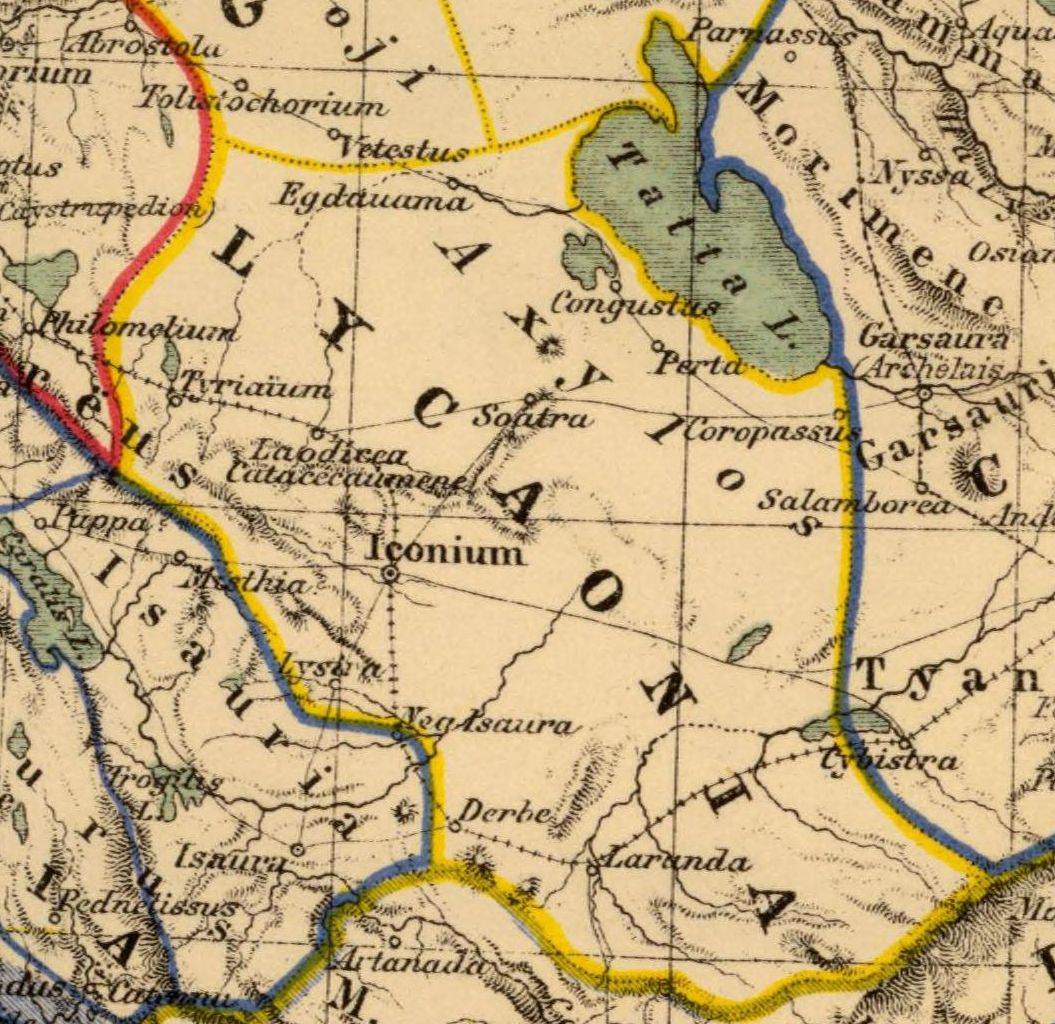
하인리히 키페르트. 소아시아. 리카오니아, 1903

## 위치
루스드라 유적지는 콘야(신약성경의 이고니온)에서 남쪽으로 30 킬로미터 (19 mi) 떨어진 곳, 하툰사라이 마을 북쪽, 그리고 아코렌이라는 작은 마을에서 북쪽으로 약 15 킬로미터 (9.3 mi) 떨어진 곳에 위치한 것으로 추정된다. 하툰사라이 마을 내의 작은 박물관에는 고대 루스드라에서 발굴된 유물들이 전시되어 있다.
루스드라는 사도 바울로가 방문했던 마을의 옛 이름이다. 현재 콘야주 메람 지구의 괴큐르트 근처에는 "킬리스트라"라는 마을이 있다. 킬리스트라 근처에는 벽에 큰 십자가가 새겨진 교회, 와이너리, 주택 형태의 건물, 그리고 현지에서는 "알루수마스"라고 불리는 언덕 꼭대기에 위치한 도시 유적 등 고대 유적들이 남아 있으며, 그곳에는 또 다른 교회 유적도 볼 수 있다. 현지인들에 따르면, 잘 보이지 않는 도시는 고대 아나톨리아의 적들을 피하기 위해 언덕 위에 건설되었다고 한다. 이 유적지는 아직 발굴을 기다리고 있다.
루스드라는 에페소에서 사르디스를 거쳐 피시디아의 안티오키아, 이고니온, 루스드라, 데르베를 지나 킬리키아 문을 통과하여 타르수스, 시리아의 안티오키아, 그리고 동쪽과 남쪽 지점으로 이어지는 고대 도로에 위치해 있었다.

## 역사
로마 제국은 기원전 6년에 루스드라를 콜로니아 율리아 펠릭스 게미나라는 이름의 식민지로 만들었는데, 이는 아마도 서쪽 산지의 부족들을 더 잘 통제하기 위함이었을 것이다. 후에 이 도시는 로마 속주인 갈라티아 속주에 편입되었고, 곧이어 로마인들은 루스드라와 북쪽의 이고니온을 잇는 도로를 건설했다.
사도 바울로는 48년과 51년에 그의 첫 번째와 두 번째 선교 여행에서 기독교 복음을 전파하기 위해 이곳을 다시 방문했는데, 처음에는 이고니온에서의 박해를 피해 돌아왔다.
사도행전 14:8–10에 따르면, 바울로는 태어날 때부터 다리가 불구였던 한 남자를 고쳤다. 그 남자는 뛰어올라 걷기 시작했고, 이는 군중에게 깊은 인상을 주어 그들은 바울로를 "주요 연설자"였기 때문에 헤르메스로, 그의 동료 바르나바를 제우스로 여겼다. 군중은 현지 리카오니아어로 말하며 그들에게 희생 제물을 바치려 했으나, 바울로와 바르나바는 낙담하여 옷을 찢으며 자신들도 단지 사람일 뿐이라고 외쳤다. 그들은 이 기회를 이용하여 '하늘에서 내리는 비와 풍성한 계절'을 하나님의 활동과 너그러움의 증거로 들며 루스드라 사람들에게 창조주 하나님을 전했다.

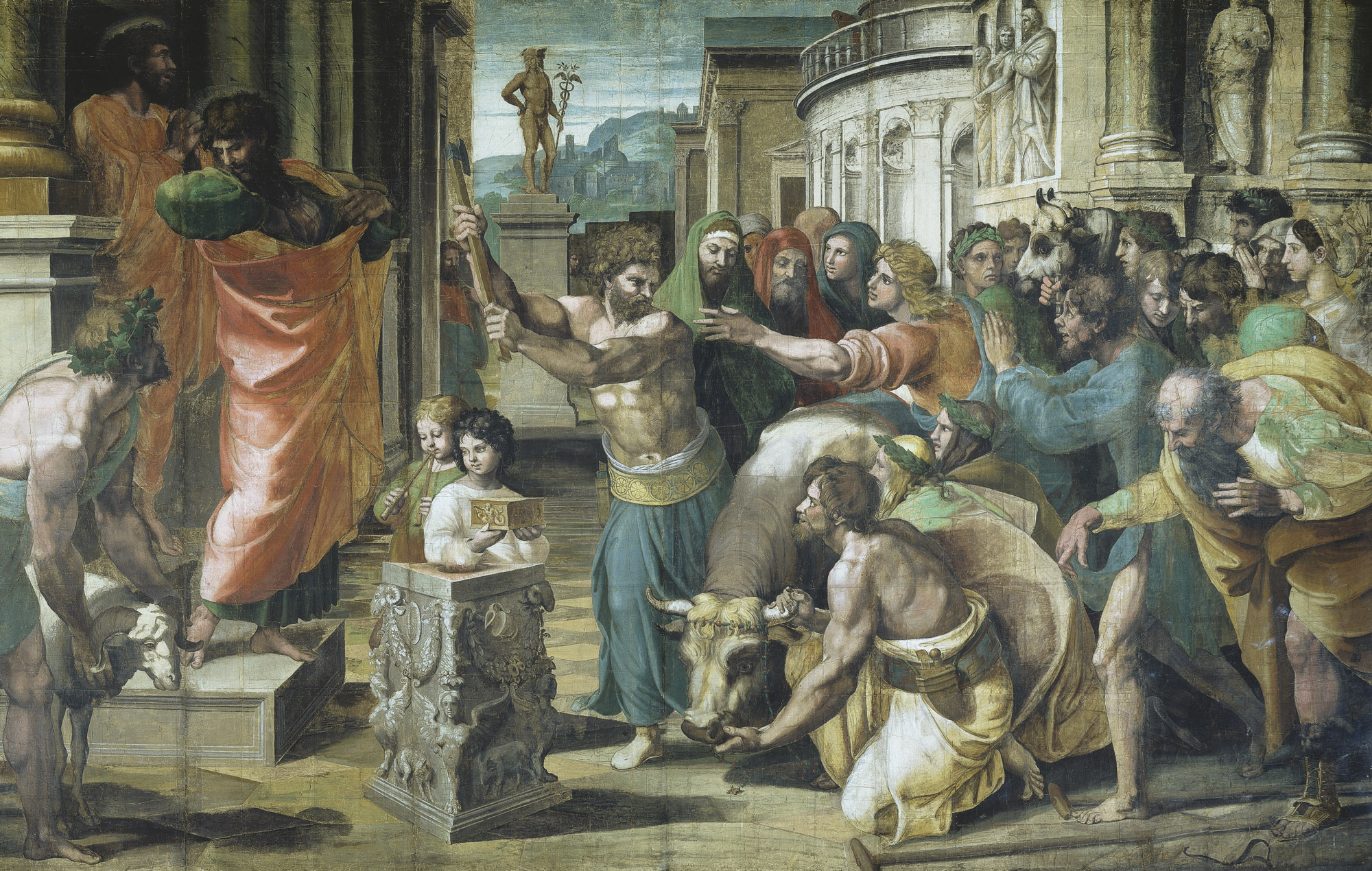
라파엘로 산치오의 '루스드라에서의 희생', 1515년.

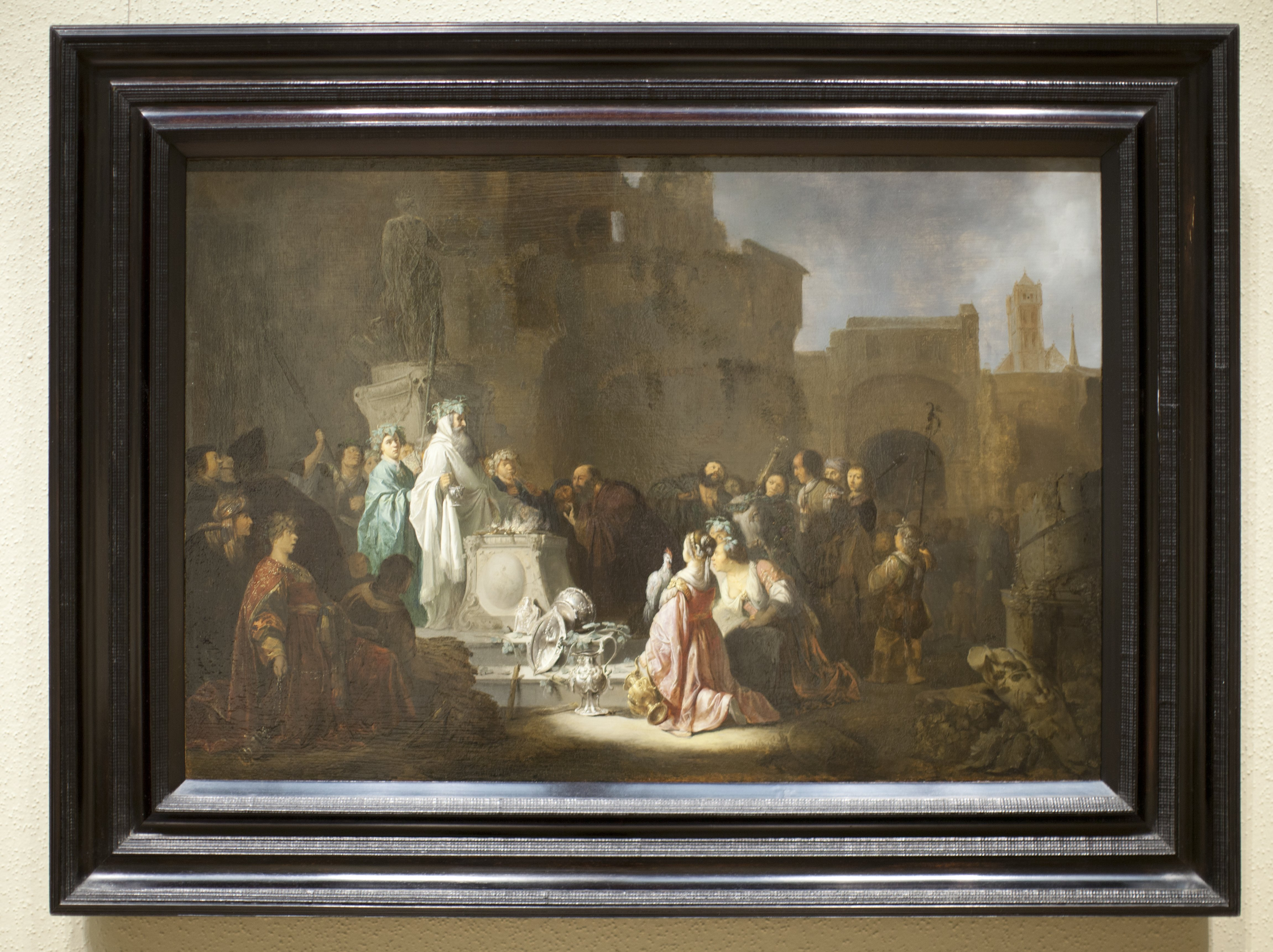
빌럼 드 포르테르의 '루스드라의 성 바울과 성 바르나바', 1636년

그러나 곧 피시디아 안티오키아와 이고니온의 유대인 지도자들의 영향으로 루스드라 사람들은 바울로를 돌로 쳐서 죽은 줄 알고 버려두었다. 제자들이 그를 에워싸자 바울로는 일어서서 다시 마을로 들어갔다. 다음 날, 그와 바르나바는 데르베로 떠났지만, 돌아오는 길에 루스드라에 다시 들러 그곳의 제자들에게 굳건함을 격려했다.
바울로는 두 번째 선교 여행 중에 이 도시를 다시 방문했다. 그곳의 젊은 제자 디모데오는 아마도 이전에 루스드라에서 바울로의 박해와 용기를 목격했던 사람들 중 한 명이었을 것이다. 디모데오는 루스드라를 떠나 나머지 두 번째 선교 여행 동안 바울로와 실라의 동반자가 되었다. 바울로가 세 번째 선교 여행을 시작할 무렵 루스드라를 다시 방문했을 가능성도 있다.
바울로가 방문했던 다른 도시들과 달리, 루스드라에는 회당이 없었던 것으로 보이지만, 디모데오의 어머니와 할머니는 유대인이었기 때문에 그가 어린 시절부터 성경 말씀에 접할 수 있었다. 루스드라는 사도들이 유대교라는 공통된 기반을 통하지 않고 그리스도의 복음을 이방인에게 직접 전한 첫 번째 장소로 보인다. 후에 아테네에서의 접근 방식과 유사하게, 바울로는 루스드라 사람들에게 하나님을 그들의 창조주이자 신성한 은혜의 공급자로 소개한다. 신학자 존 길은 바울로가 언급한 '하늘에서 내리는 비와 풍성한 계절'을 유대인 선지자 예레미야의 말씀에 연결시켰다: 열방의 헛된 우상들 중에 비를 내리게 할 자가 있는가?
기독교 시대에 루스드라에는 주교가 있었다. 이 도시는 로마 가톨릭교회의 명목상 교구 목록에 포함되어 있으며, 가장 최근의 명목상 주교는 1960년대의 엔리케 A. 안헬레리 카를레티 주교였으며, 후에 아르헨티나 라리오하의 주교가 되었다.

## 유적
고고학자이자 신약성경 학자인 윌리엄 미첼 램지 경은 1907년에 "루스드라에서의 발굴은 역사와 신약성경 연구에 긴급히 필요하다"고 썼다. 그는 1941년에 "어떤 열정가가 루스드라의 지형을 밝히는 데 필요한 돈을 쓸 것이라고 희망한다. 현재 가치 없는 일부 파편들이 그의 발견으로 완전해질 수 있을 것이다"라고 썼다.